# Francis Jno-Baptiste
Francis Jno-Baptiste (8 novembre 1999) è un calciatore inglese, attaccante dei Naxxar Lions.

## Caratteristiche tecniche
È un centravanti.

## Carriera
Cresciuto nel settore giovanile del Crystal Palace, nel dicembre 2018 viene acquistato a titolo definitivo dagli svedesi dell'Östersund, allenati al tempo dal suo connazionale Ian Burchnall; il 23 febbraio 2019 fa il suo esordio fra i professionisti giocando l'incontro di Svenska Cupen perso 3-2 contro il Karlstad BK. Durante l'Allsvenskan 2019, tuttavia, Jno-Baptiste viene impiegato poco, tanto da collezionare solo tre presenze nell'arco dell'intera competizione. Il 12 giugno 2020, ad un paio di giorni dall'inizio del campionato, l'attaccante inglese viene girato in prestito all'AFC Eskilstuna militante in Superettan, la seconda serie nazionale; qui rimane per poco più di un mese e mezzo, realizzando tre gol in nove partite.
Al suo ritorno all'Östersund – avvenuto a fine luglio 2020 ovvero a campionato in corso – Jno-Baptiste viene utilizzato talvolta da titolare e talvolta da subentrante. Chiude l'Allsvenskan 2020 con 3 reti in 15 partite e l'Allsvenskan 2021 con 2 reti in 14 partite. Complice anche la retrocessione dell'Östersund in Superettan, nel gennaio del 2022 l'attaccante inglese e il club rescindono con qualche mese di anticipo rispetto alla scadenza contrattuale.

## Statistiche
Statistiche aggiornate al 13 luglio 2021.

### Presenze e reti nei club
| Stagione        | Squadra         | Campionato      | Campionato | Campionato | Coppe nazionali | Coppe nazionali | Coppe nazionali | Coppe continentali | Coppe continentali | Coppe continentali | Altre coppe | Altre coppe | Altre coppe | Totale | Totale | Totale |
| Stagione        | Squadra         | Comp            | Pres       | Reti       | Comp            | Pres            | Reti            | Comp               | Pres               | Reti               | Comp        | Pres        | Reti        | Pres   | Reti   |        |
| --------------- | --------------- | --------------- | ---------- | ---------- | --------------- | --------------- | --------------- | ------------------ | ------------------ | ------------------ | ----------- | ----------- | ----------- | ------ | ------ | ------ |
| 2019            | Östersund       | A               | 3          | 0          | CS+CS           | 1+1             | 0               |                    | -                  | -                  |             | -           | -           | 5      | 0      |        |
| 2020            | AFC Eskilstuna  | S1              | 9          | 3          | CS              | 0               | 0               |                    | -                  | -                  |             | -           | -           | 9      | 3      |        |
| 2020            | Östersund       | A               | 15         | 3          | CS              | 5               | 1               |                    | -                  | -                  |             | -           | -           | 20     | 4      |        |
| 2021            | Östersund       | A               | 7          | 2          | CS              | 0               | 0               |                    | -                  | -                  |             | -           | -           | 7      | 2      |        |
| Totale carriera | Totale carriera | Totale carriera | 34         | 8          |                 | 7               | 1               |                    | -                  | -                  |             | -           | -           | 41     | 9      |        |